# To nie jest hip-hop. Rozmowy II
To nie jest hip-hop. Rozmowy II – druga część tomu z wywiadami-rzeka z zasłużonymi przedstawicielami polskiej sceny hiphopowej. Książka ukazała się na rynku 27 września 2019 roku nakładem wydawnictwa No Dayz Off.

## Info
Prace nad książką rozpoczęły się jesienią 2018 roku i trwały blisko rok. Autorami wywiadów są Jacek Baliński i Bartek Strowski. Za zdjęcia odpowiedzialna była Anna Bystrowska, a za ilustracje Jacek „Znajomy Grafik” Rudzki.
Książka spotkała się z uznaniem opiniotwórczych mediów, otrzymując m.in. ocenę 5/6 od „Wprost”. Autor recenzji napisał, że jest to „lektura prawdziwie fascynująca”.
Media szybko zwróciły również uwagę, że w książce znalazł się pierwszy obszerny wywiad z Taco Hemingwayem, jednym z najpopularniejszych polskich artystów, od lat stroniącym od mediów.

## Lista rozmówców
- Aleksander „Czarny HIFI” Kowalski – producent muzyczny i realizator dźwięku;
- Piotr „Donguralesko” Górny – raper i założyciel marki odzieżowej El Polako;
- Grzegorz Piwnicki „Forin” – projektant graficzny;
- Mateusz Holak – raper, wokalista i projektant graficzny;
- Piotr „KęKę” Siara – raper i właściciel wytwórni Takie Rzeczy Label;
- Stanisław Koźlik – realizator dźwięku i producent muzyczny;
- Paweł „Łajzol” Bartnik – raper znany z zespołu JWP/BC;
- Tomasz „Magiera” Janiszewski – producent muzyczny znany z duetu White House (zespół muzyczny);
- Mateusz „Matheo” Schmidt – producent muzyczny;
- Miłosz „Miuosh” Borycki – raper;
- Oskar Tuszyński – raper znany z duetu PRO8L3M;
- Miłosz „Otsochodzi” Stępień – raper;
- Jan Porębski – współtwórca duetu Flirtini oraz manager m.in. Taco Hemingwaya;
- Arkadiusz „Ras” Sitarz – raper znany z duetu Rasmentalism i były prezenter Newonce.radio;
- Michał „Sobota (raper)” Sobolewski – raper;
- Karol „Solar” Poziemski i Mateusz „Białas (raper)” Karaś – raperzy i założyciele wytwórni SBM Label;
- Filip „Taco Hemingway” Szcześniak – raper;
- Piotr „Ten Typ Mes” Szmidt – raper i współzałożyciel wytwórni Alkopoligamia.com;
- Robert „Wilku WDZ” Darkowski – raper i współtwórca marki odzieżowej DIIL;
- Michał „Żyto” Żytniak – raper i malarz.